# ميشا أور
ميشا أور (بالإنجليزية: Mischa Auer)‏ مواليد 17 نوفمبر 1905 في سانت بطرسبرغ، الإمبراطورية الروسية - الوفاة 5 مارس 1967 في روما، هو ممثل أمريكي بدأ مسيرته الفنية سنة 1928. امتدت مسيرته الفنية لأكثر من 39 عاما.

## أعماله
- آخر سلالة الموهيكيين (مسلسل 1932)
- ثلاث فتيات ذكيات (فيلم)
- السيد أركيدين
- لا يمكنك أن تأخذها معك (فيلم)
- مائة رجل وفتاة (فيلم)

## روابط خارجية
- ميشا أور على موقع IMDb (الإنجليزية)
- ميشا أور على موقع روتن توميتوز (الإنجليزية)
- ميشا أور على موقع ألو سيني (الفرنسية)
- ميشا أور على موقع تيرنر كلاسيك موفيز (الإنجليزية)
- ميشا أور على موقع أول موفي (الإنجليزية)
- ميشا أور على موقع قاعدة بيانات برودواي على الإنترنت (الإنجليزية)
- ميشا أور على موقع قاعدة بيانات الأفلام السويدية (السويدية)
- ميشا أور على موقع إن إن دي بي (الإنجليزية)
- ميشا أور على موقع ديسكوغز (الإنجليزية)
- ميشا أور على موقع قاعدة بيانات الفيلم (الإنجليزية)